# Hamilton megye (Ohio)
Hamilton megye az Amerikai Egyesült Államokban, azon belül Ohio államban található. Megyeszékhelye és legnagyobb városa Cincinnati. Lakosainak száma 830 639 fő (2020. április 1.).

## Szomszédos megyék
- Butler megye
- Warren megye
- Clermont megye
- Boone megye
- Kenton megye
- Campbell megye
- Dearborn megye
- Franklin megye

## Népesség
A megye népességének változása:
| Lakosok száma | 802 279 | 800 940 | 802 516 | 804 520 | 807 598 | 830 639 |
|               | 2010    | 2011    | 2012    | 2013    | 2015    | 2020    |